# Купидон (спутник)
Купидон (англ. Cupid) — спутник планеты Уран.
Был открыт 25 августа 2003 года Марком Шоуолтером и Джеком Лиссауэром с помощью космического телескопа «Хаббл».
Назван по имени персонажа из пьесы Шекспира «Тимон Афинский».
Вслед за открытием получил временное обозначение S/2003 U 2. Также обозначается как Уран XXVII.
Купидон является наименьшим из известных ближних спутников Урана, предположительно около 18 км в диаметре. Малый размер и тёмная поверхность делают его слишком тусклым, из-за чего он не был обнаружен «Вояджером-2» во время его прохождения возле Урана в 1986 году. Орбита Купидона пролегает в 863 км от орбиты более крупного спутника, Белинды. В отличие от Маб и Пердиты, орбита Купидона, по-видимому, не подвержена возмущениям.
Купидон принадлежит к группе Порции, которая также включает в себя Бианку, Крессиду, Дездемону, Джульетту, Порцию, Розалинду, Белинду и Пердиту.
У этих спутников схожие орбиты и фотометрические свойства.